# Зукалла
Зукалла — згаслий вулкан в регіоні Оромія, Ефіопія. Висота вулкану досягає 2989 м. Він відомий своїм  кратерним озером, еліптичне озеро кратера має максимальний діаметр близько 1 км, однак стежка навколо кратера складає приблизно 6 км. І гора й озеро вважаються священним місцем для  християн Ефіопії, також для народу оромо, що живе неподалік.
Біля кратерного озера розташовується монастир. Він був зруйнований, і церкву біля підніжжя гори розграбовано  Ахмедом ібн Ібрагімом аль-Газі в 1531 р. Різні інші священні місця знаходяться навколо гори, в основному близько скельних утворень, в той час як монастир є місцем свята, яке відбувається двічі на рік.